# Resonancia de ciclotrón iónico
La resonancia de ciclotrón iónico es un fenómeno relacionado con el movimiento de iones en un campo magnético. Se utiliza para acelerar iones en un ciclotrón y para medir las masas de un analito ionizado en espectrometría de masas, particularmente con espectrómetros de masas de resonancia de ciclotrón por transformada de Fourier. También se puede utilizar para seguir la cinética de las reacciones químicas en una mezcla de gases diluidos, siempre y cuando se trate de especies cargadas. 

## Definición de la frecuencia de resonancia
Un ion en un campo magnético estático y uniforme se moverá en un círculo debido a la fuerza de Lorentz. La frecuencia angular de este movimiento del ciclotrón para una intensidad de campo magnético B dada viene dada por 
{\displaystyle \omega =2\pi f={\frac {zeB}{m}},}
donde z es el número de cargas positivas o negativas del ion, e es la carga elemental y m es la masa del ion. Por lo tanto, una señal de excitación eléctrica que tenga una frecuencia f resonará con iones que tengan una relación masa/carga m/z dada por 
{\displaystyle {\frac {m}{z}}={\frac {eB}{2\pi f}}.}
El movimiento circular puede superponerse con un movimiento axial uniforme, que da como resultado una hélice, o con un movimiento uniforme perpendicular al campo (por ejemplo, en presencia de un campo eléctrico o gravitacional) que da como resultado un cicloide. 

## Calentamiento resonante de ciclotrón iónico en el viento solar
El 8 de marzo de 2013, la NASA publicó un artículo según el cual las ondas de ciclotrón de iones fueron identificadas por su sonda espacial solar llamada WIND como la principal causa del calentamiento del viento solar a medida que se eleva desde la superficie del sol. Antes de este descubrimiento, no estaba claro por qué las partículas del viento solar se calentarían, en lugar de enfriarse, al alejarse de la superficie del sol.